# Стенсельц
Стенсельц (фр. Steinseltz) — коммуна на северо-востоке Франции в регионе Гранд-Эст (бывший Эльзас — Шампань — Арденны — Лотарингия), департамент Нижний Рейн, округ Агно-Висамбур, кантон Висамбур.
Площадь коммуны — 5,47 км², население — 634 человека (2006) с тенденцией к росту: 643 человека (2013), плотность населения — 117,6 чел/км².

## Население
Население коммуны в 2011 году составляло 625 человек, в 2012 году — 645 человек, а в 2013-м — 643 человека.
| 1962 | 1968 | 1975 | 1982 | 1990 | 1999 | 2006 | 2008 | 2011 | 2012 | 2013 |
| ---- | ---- | ---- | ---- | ---- | ---- | ---- | ---- | ---- | ---- | ---- |
| 456  | 471  | 491  | 556  | 580  | 615  | 634  | 620  | 625  | 645  | 643  |

Динамика населения:

## Экономика
В 2010 году из 399 человек трудоспособного возраста (от 15 до 64 лет) 307 были экономически активными, 92 — неактивными (показатель активности 76,9 %, в 1999 году — 73,3 %). Из 307 активных трудоспособных жителей работали 292 человека (167 мужчин и 125 женщин), 15 числились безработными (пятеро мужчин и 10 женщин). Среди 92 трудоспособных неактивных граждан 35 были учениками либо студентами, 33 — пенсионерами, а ещё 24 — были неактивны в силу других причин.

## Достопримечательности (фотогалерея)
- Протестантская церковь
- Церковь Сен-Лоран